# Economía de Honduras
La economía de Honduras tiene como base principal la producción de banana, café y palma africana en la región. Su principal sector económico es el de agricultura, seguido por la minería y la maquila. La economía hondureña es la decimoctava economía de Iberoamérica en términos de producto interno bruto (PIB) nominal, y la decimoctava en cuanto al PIB a precios de paridad de poder adquisitivo (PPA).
Los datos publicados anualmente por el Fondo Monetario Internacional, muestran que hasta el año 2022, la economía total de Honduras tuvo un ascenso, llegando a situarse en los 34 340 millones de dólares (Producto Interno Bruto). En la cuestión sobre la división de este PIB por la cantidad de habitantes del país, muestran que Honduras posee una PIB per cápita de 3.289 dólares (en nominal) y un PIB per cápita de 6.740 dólares (en PPA)
Honduras es uno de los principales productores de banano, café y palma africana en la región. Su principal sector económico es el de agricultura, seguido por la minería y la maquila. El desempleo es de 7,4 %, pero el subempleo es de 60 %.
El salario mínimo mensual en Honduras, para 2023, ronda los 8,134 lempiras (329 dólares), hasta los 15,753 lempiras (639 dólares); estos salarios dependen del rubro y de la capacidad de cada rama de la actividad económica, de acuerdo a la Secretaría de Trabajo y Seguridad Social de Honduras.
En la actualidad Honduras depende mucho de las remesas, tanto que estas representan alrededor del 25 % del producto interno bruto (PIB) y en los últimos años se han constituido en uno de los principales sustentos de muchas familias hondureñas.
Para 2016 y según algunos estudios, Honduras era el país con mayor desigualdad de América Latina. Este estudio medía el coeficiente GINI de los países de la región, ubicando al mismo en el punto más alto.  

## Historia
En tiempos coloniales, la economía hondureña tenía como su eje la producción agrícola, ganadera y minera.
Después de que Honduras se independizara de España, en el siglo XIX, su crecimiento económico estuvo relacionado con su capacidad para desarrollar productos atractivos para la exportación, su actividad económica se aceleró con la explotación de los metales preciosos.
En el siglo XX la actividad económica de Honduras a nivel internacional aumentó considerablemente. Entre 1913 y 1929, sus exportaciones agrícolas aumentaron de 3 millones de dólares (2 millones venta de banano) a 25 millones de dólares (21 millones en venta de banano) hacia Estados Unidos. Este crecimiento en las exportaciones contó con el respaldo de más de 40 millones de dólares de inversión en infraestructura para Honduras, por parte de las compañía bananeras. [cita requerida]
A partir de 1950, el gobierno de Honduras alentó la modernización agrícola y la diversificación de las exportaciones por el gasto en gran medida de la infraestructura de transporte y comunicaciones, el crédito agrícola y asistencia técnica. Como resultado de estas mejoras y los altos precios internacionales de exportación, la carne, el algodón y el café se convirtieron por primera vez en importantes productos de exportación. Asimismo, el azúcar, la madera y el tabaco también fueron exportados.
Durante la década de 1960, el crecimiento industrial fue estimulado por la creación del Mercado Común Centroamericano (MCCA). Como resultado de la reducción de las barreras al comercio regional y la construcción de un alto arancel externo común, algunos productos fabricados en Honduras, como jabones, se vendían con éxito en otros países de América Central.
Honduras entró en la década de 1990, con algunos factores a su favor. Una paz relativa, y un gobierno civil con menos interferencia militar en la política y la economía del país.
En la primera década del siglo XXI, Honduras se convirtió en el tercer mayor exportador de textiles a los Estados Unidos después de China y México. Un gran porcentaje de las exportaciones hondureñas, son dirigidas a los Estados Unidos, el cual es su principal socio comercial.
En 2001 fue aprobada la Estrategia para la Reducción de la Pobreza con el objetivo de reducir la pobreza de un 70 % a un 40 % en forma sostenida hasta completarse en el año 2015 con una inversión anual de 4400 millones de lempiras anualmente.
En 2005, Honduras firma el Tratado de Libre Comercio entre los Estados Unidos de América, Centroamérica y la República Dominicana (CAFTA), y más recientemente Canadá, se espera mucha más inversión extranjera y mayor crecimiento económico.

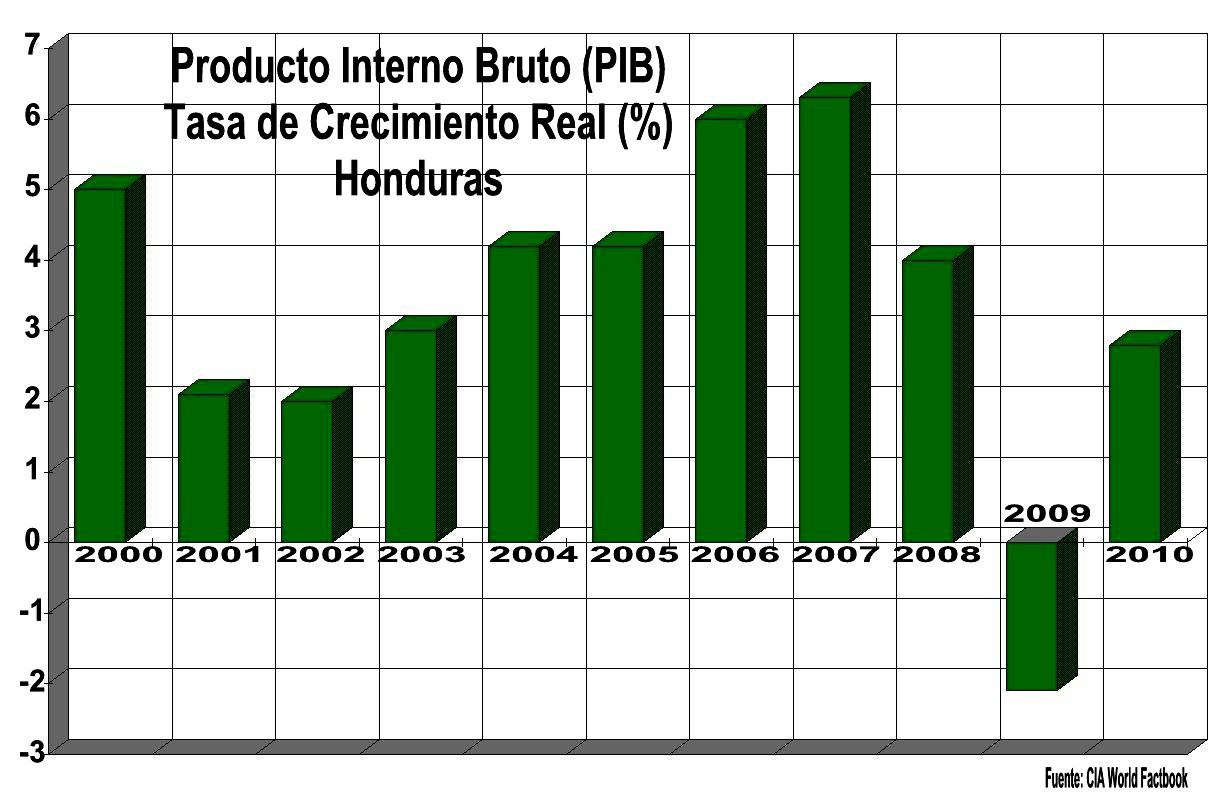
Tasa de Crecimiento Real de Honduras en los últimos años.

Desde 2004 hasta el 2007, el PIB real en Honduras creció a más del 6% por año. Durante el 2006 y 2007 las tasas de crecimiento del PIB fueron más altas de lo que habían sido durante los cuatro años anteriores, con Honduras a la cabeza de los países centroamericanos con la excepción de Costa Rica.

## Economía hondureña a nivel continental
Según su tamaño, la economía hondureña es la décima séptima economía de América Latina con un PIB de 25 mil millones de dólares. Si se divide el PIB por la cantidad de población que tiene Honduras (más de 9 millones de habitantes), el resultado sale de 2 593 dolares de riqueza promedio por cada hondureño. [cita requerida]
| N° | País                         | PIB nominal (millones de dólares) | Habitantes   | PIB per cápita Nominal | Artículo Principal       |
| --- | ---------------------------- | --------------------------------- | ------------ | ---------------------- | ------------------------ |
| 1° | Brasil                       | USD 1 893 010 millones            | 211 millones | USD 8 955 dólares      | Economía Brasileña       |
| 2° | México                       | USD 1 322 489 millones            | 127 millones | USD 10 405 dólares     | Economía Mexicana        |
| 3° | Argentina                    | USD 443 249 millones              | 45 millones  | USD 9 730 dólares      | Economía Argentina       |
| 4° | Colombia                     | USD 343 177 millones              | 50 millones  | USD 6 744 dólares      | Economía Colombiana      |
| 5° | Chile                        | USD 308 505 millones              | 19 millones  | USD 15 854 dólares     | Economía Chilena         |
| 6° | Perú                         | USD 240 175 millones              | 32 millones  | USD 7 316 dólares      | Economía Peruana         |
| 7° | Ecuador                      | USD 109 444 millones              | 17 millones  | USD 6 250 dólares      | Economía Ecuatoriana     |
| 8° | República Dominicana         | USD 96 291 millones               | 10 millones  | USD 9 194 dólares      | Economía Dominicana      |
| 9° | Guatemala                    | USD 86 397 millones               | 17 millones  | USD 4 807 dólares      | Economía Guatemalteca    |
| 10° | Panamá                       | USD 73 369 millones               | 4 millones   | USD 17 148 dólares     | Economía Panameña        |
| 11° | Costa Rica                   | USD 65 179 millones               | 5 millones   | USD 12 690 dólares     | Economía Costarricense   |
| 12° | Uruguay                      | USD 62 921 millones               | 3 millones   | USD 17 818 dólares     | Economía Uruguaya        |
| 13° | Venezuela                    | USD 62 917 millones               | 30 millones  | USD 2 457 dólares      | Economía Venezolana      |
| 14° | Bolivia                      | USD 45 253 millones               | 11 millones  | USD 4 090 dólares      | Economía Boliviana       |
| 15° | Paraguay                     | USD 42 826 millones               | 7 millones   | USD 5 904 dólares      | Economía Paraguaya       |
| 16° | El Salvador                  | USD 27 918 millones               | 6 millones   | USD 4 126 dólares      | Economía Salvadoreña     |
| 17° | Honduras                     | USD 25 314 millones               | 9 millones   | USD 2 593 dólares      | Economía Hondureña       |
| 18° | Trinidad y Tobago            | USD 23 251 millones               | 1 millón     | USD 16 757 dólares     | Economía Trinitense      |
| 19° | Jamaica                      | USD 16 474 millones               | 2 millones   | USD 5 698 dólares      | Economía Jamaiquina      |
| 20° | Bahamas                      | USD 12 815 millones               | 380 mil      | USD 33 286 dólares     | Economía Bahameña        |
| 21° | Nicaragua                    | USD 12 331 millones               | 6 millones   | USD 1 869 dólares      | Economía Nicaragüense    |
| 22° | Haití                        | USD 8 709 millones                | 11 millones  | USD 765 dólares        | Economía Haitiana        |
| 23° | Guyana                       | USD 8 065 millones                | 780 mil      | USD 10 249 dólares     | Economía Guyanesa        |
| 24° | Barbados                     | USD 5 322 millones                | 280 mil      | USD 18 486 dólares     | Economía Barbadense      |
| 25° | Surinam                      | USD 4 162 millones                | 600 mil      | USD 6 875 dólares      | Economía Surinamesa      |
| 26° | Santa Lucía                  | USD 2 103 millones                | 180 mil      | USD 11 619 dólares     | Economía Santalucense    |
| 27° | Belice                       | USD 2 076 millones                | 410 mil      | USD 4 978 dólares      | Economía Beliceña        |
| 28° | Antigua y Barbuda            | USD 1 779 millones                | 90 mil       | USD 18 887 dólares     | Economía Antiguana       |
| 29° | Granada                      | USD 1 295 millones                | 100 mil      | USD 11 848 dólares     | Economía Granadina       |
| 30° | San Cristóbal y Nieves       | USD 1 087 millones                | 50 mil       | USD 19 023 dólares     | Economía Sancristobaleña |
| 31° | San Vicente y las Granadinas | USD 893 millones                  | 110 mil      | USD 8 080 dólares      | Economía Sanvicentina    |
| 32° | Dominica                     | USD 633 millones                  | 70 mil       | USD 8 948 dólares      | Economía Dominiquesa     |
| Nota: La Economía de Brasil alcanza el 1 Billón, 800 mil millones de dólares La Economía de México alcanza el 1 Billón, 300 mil millones de dólares. Fuente: Fondo Monetario Internacional FMI (2020) |                              |                                   |              |                        |                          |

## Comercio exterior
Honduras tiene relaciones comerciales con países de toda América, gracias a su acceso a dos océanos, Atlántico y Pacífico, el país tiene relaciones comerciales con países en los cinco continentes.
Honduras es miembro del Mercado Común Centroamericano (MCCA) desde 1960 y es también miembro del Tratado de Libre Comercio entre Estados Unidos, Centroamérica y República Dominicana de 2005, que comenzó a aplicarse en 2016.
El comercio exterior anual llega a US$6 billones de los cuales US$ 4 billones representan importaciones y US$2 billones representan exportaciones.
A partir de 1990, el país comenzó un proceso de liberación del comercio exterior y de desregulación del mercado interno. La reforma del comercio exterior incluyó, entre otras medidas, la reducción gradual de los aranceles a las importaciones, eliminación de restricciones cuantitativas a las importaciones, simplificación administrativa y eliminación de los impuestos al comercio exterior.

### Exportaciones
Los productos exportados por Honduras desde 1913 han sido el banano y los metales preciosos. El banano era el principal producto exportado por este país, ya que ocupaba el 50% de las exportaciones totales, por lo que podemos señalar que la supervivencia de la economía de este país dependía en gran medida de él. Los metales preciosos era el segundo producto más exportado, con un 26%.
Los países compradores de dichos productos exportados en estos años eran Alemania, Gran Bretaña y Estados Unidos. Históricamente, Estados Unidos ha sido el principal socio comercial de Honduras con una compra entre el 50% y 70% de las exportaciones que salían de Honduras, mientras que Alemania y Gran Bretaña solo cubrían un 5%, respectivamente.
| Exportaciones de Honduras en 2014 a                   | Exportaciones de Honduras en 2014 a | Exportaciones de Honduras en 2014 a | Exportaciones de Honduras en 2014 a |
| N°                                                    | País                                | Valor de exportaciones (en dólares) | Porcentaje                          |
| ----------------------------------------------------- | ----------------------------------- | ----------------------------------- | ----------------------------------- |
| 1°                                                    | Estados Unidos                      | USD 2.000 millones                  | 44 %                                |
| 2°                                                    | Alemania                            | USD 326 millones                    | 7,2 %                               |
| 3°                                                    | El Salvador                         | USD 274 millones                    | 6,1 %                               |
| 4°                                                    | Guatemala                           | USD 227 millones                    | 5,0 %                               |
| 5°                                                    | Nicaragua                           | USD 212 millones                    | 4,7 %                               |
| 6°                                                    | México                              | USD 161 millones                    | 3,5 %                               |
| 7°                                                    | Países Bajos                        | USD 132 millones                    | 2,9 %                               |
| 8°                                                    | Costa Rica                          | USD 107 millones                    | 2,4 %                               |
| 9°                                                    | China                               | USD 91,7 millones                   | 2,0 %                               |
| 10°                                                   | Bélgica                             | USD 80,9 millones                   | 1,8 %                               |
| Fuente: Observatorio de Economía y Complejidad (2014) |                                     |                                     |                                     |

En el 2010 esta tendencia se mantiene de la misma manera, aunque en menor proporción que hace unos años atrás. Las exportaciones destinadas a Estados Unidos alcanzaron, en el 2010, US$ 1,004.6 millones, equivalente al 36.5% del total exportado. El banano, el oro, el camarón cultivado, los puros, el café y la tilapia son los principales productos de exportación hacia Estados Unidos.
Le siguen en orden de importancia las exportaciones hacia Europa, con un valor de 659,2 millones de dólares, que representan el 24% del total, explicadas por el incremento en las ventas de café, camarón cultivado, melones y sandías, entre otros. Según el Banco Central de Honduras, "las exportaciones destinadas a Centroamérica fueron de 606,9 millones de dólares, equivalente a 22,1% del total exportado, ocupando el tercer lugar en importancia. Durante el 2010, las exportaciones a esa región crecieron en 15,7%, siendo El Salvador y Guatemala los países que adquirieron el 67,1% del total vendido (US$ 213,2 millones y US$ 193,9 millones, respectivamente).
En el resto de América Latina se destaca el crecimiento de 72,1% de las exportaciones hacia México. Aceite de palma, azúcar, plomo y plata constituyen el grueso de las exportaciones hacia ese país. Mientras que en el resto del mundo destacan las ventas hacia Corea del Sur, con un aumento de US$42,7 millones. De esta cantidad el 52.9% representan las ventas de café y el 38,3% por ventas de zinc. China por otra parte refleja un incremento de US$ 30,3 millones debido a la exportación de óxido de hierro, plomo y plata.

### Importaciones
Los principales productos importados por Honduras son los aceites derivados del petróleo o de metales bituminosos, productos químicos industriales, productos plásticos, papel y productos relacionados, materiales eléctricos, equipo industrial, suministros y equipo médico, alimentos procesados entre otros.
Durante el año 2010 las importaciones de mercancías generales se elevaron en un 17,5% en relación con los US$ 6069,7 millones registradas durante 2009. Las compras de combustibles y lubricantes reflejaron un incremento de US$ 376,7 millones (35,4% del incremento total) impulsadas por el alza de 30,6% en el precio promedio de los derivados del petróleo.
Por su parte, los bienes de consumo aportaron el 30.9% de la variación total, impulsada por las mayores compras de medicamentos, productos de higiene personal y limpieza. Mientras tanto, las materias primas y productos intermedios explican el 24,1% del aumento, destacando el incremento de US$ 254,5 millones en las importaciones de materia primas para la industria. Los rubros anteriores representaron el 90,4% de los US$ 1063,8 millones de crecimiento en las compras de mercancías generales.
En lo que respecta a las importaciones de bienes en el periodo 2005-2008 su crecimiento promedio fue de 23% siendo en 2008 su repunte, introduciendo a Honduras una cantidad de bienes valorados en US$ 8 218,5 millones con una cobertura del 39%. Es decir que por cada US$ 100 de importaciones se exportan US$ 39. Dicha tasa de cobertura no tiene una alta variación en el periodo de análisis. En el año 2009 las importaciones fueron inferiores en menos 28% en relación con el año anterior, valorados en US$ 2 294 millones.
El 59% de las adquisiciones tienen sus orígenes en Estados Unidos, Guatemala, México y El Salvador. Estados Unidos tiene una participación promedio de 38% del 2005-2009, para el año 2009 su participación baja a 36% (US$ 2 103 millones), Guatemala mantiene una participación de 9% promedio del período, para el 2009 crece a 10% (US$ 631 millones), México y El Salvador tienen una participación promedio de 6 y 5% respectivamente, manteniendo la misma al observar únicamente el año 2009. Las importaciones procedentes de otros países representan entre el 5 y 2% del total de las importaciones.

### Balanza comercial
La balanza comercial de Honduras permanece desfavorable, Al término de 2010, se reportó un desbalance comercial de US$ 4 384,2 millones, valor superior en US$ 618,8 millones registrado en diciembre de 2009, con una variación de 16,4%.
Según informes del Banco Central de Honduras, hasta octubre de 2010 la balanza comercial de Honduras continuaba siendo deficitaria. Esta refleja un déficit de US$ 3 630,6 millones, monto superior en US$ 546,5 millones al reportado en el mismo periodo de 2009. Si se excluye el rubro de los combustibles el desbalance es menor en US$ 1 232 millones. La balanza comercial con Estados Unidos (el principal socio comercial) registra un déficit de US$ 1 664,5 monto superior en US$ 737 millones al reportado en el 2009. Sobresalen las exportaciones de banano, oro, y café. En las importaciones se destacan los carburantes y los teléfonos móviles.
Con el área centroamericana se sigue manteniendo un déficit comercial. Ascendiendo a US$ 827,9 millones, superior en 11,7% al reportado en octubre de 2009. Aceite crudo de palma, café, papel, y cartón destacan en las exportaciones a estos países. Asimismo, medicamentos, artículos para el transporte o envasado de plástico son los bienes que sobresalen en las compras.
La actividad comercial con el mercado europeo sigue con tendencia positiva al mostrar una balanza comercial superavitaria en US$ 243,6 millones, siendo esta superior en 136,7% a la reportada en octubre de 2009. Entre los productos exportados a este mercado se encuentran el café y camarón cultivado; mientras que en las importaciones destacan, abonos minerales y medicamentos.

### Deuda externa
Honduras contaba en 2007 con una deuda externa (pública y privada) de 3 411 millones de dólares, en 2014 la deuda externa era de 5 185 millones de dólares. Sus reservas internacionales por otro lado son de US$ 3.019 millones de dólares.

## Evolución histórica del producto interno bruto (nominal)

### Década de 1991
A comienzos de la década de 1990, Honduras poseía un producto interno bruto (nominal) de USD 4.169 millones. Para el año 1999, el PIB del país llegó a los USD 6.417 millones. La economía hondureña tuvo un crecimiento del 53,9% durante esta década con respecto al PIB del año 1990. 
| Gráfica del crecimiento del producto interno bruto de Honduras 1990-1999 |
| ------------------------------------------------------------------------ |
|                                                                          |
| Fuente: Fondo Monetario Internacional                                    |
| Gráfica elaborada por: Wikipedia                                         |

### Década de 2000
A comienzos de la década de 2000, Honduras poseía un producto interno bruto (nominal) de USD 7.104 millones. Para el año 2009, el PIB del país llegó a los USD 14.486 millones. La economía hondureña tuvo un crecimiento del 103,9% durante esta década con respecto al PIB del año 2000.
El año 2002, a nivel latinoamericano la economía hondureña sobrepasó a la Economía de Paraguay de ese año (6.325 millones). El año 2003, el PIB de Honduras llega a sobrepasar a la Economía de Bolivia (8.092 millones). Pero el año 2004, el PIB de Bolivia llega a alcanzar a la economía hondureña y la sobrepasa ligeramente (8.785 millones).
El año 2005, la economía hondureña llega a superar nuevamente a la Economía de Bolivia (9.573 millones). Pero el año 2006, además la Economía Boliviana se recupera y vuelve a sobrepasar nuevamente al PIB de Honduras. El año 2007, la economía paraguaya supera a la hondureña.
El año 2008, la economía hondureña supera a la economía de Jamaica.              
| Gráfica del crecimiento del producto interno bruto de Honduras 2000-2009 |
| ------------------------------------------------------------------------ |
|                                                                          |
| Fuente: Fondo Monetario Internacional                                    |
| Gráfica elaborada por: Wikipedia                                         |

### Década de 2010
A comienzos de la década de 2010, Honduras tenía un producto interno bruto (nominal) de USD 15.730 millones. Para el año 2015, el PIB del país llegó a los USD 19.941 millones. Hasta la actualidad (2015) la economía hondureña tuvo un crecimiento del 26,7% durante esta década con respecto al PIB del año 2010. 
| Gráfica del crecimiento del producto interno bruto de Honduras 2000-2009 |
| ------------------------------------------------------------------------ |
|                                                                          |
| Fuente: Fondo Monetario Internacional                                    |
| Gráfica elaborada por: Wikipedia                                         |

## Evolución histórica del PIB per cápita

### Década de 1960
El PIBw per cápita de Honduras a principios de los años 60 fue de 168 Dólares. A finales de la década (1969), Honduras llegó a los 255 Dólares, habiendo elevado en un 51,7% con respecto a 1960.      
| Año  | PIB per cápita en Dólar US$ |
| 1960 | 168 Dólares                 |
| 1961 | 172 Dólares                 |
| 1962 | 181 Dólares                 |
| 1963 | 186 Dólares                 |
| 1964 | 200 Dólares                 |
| 1965 | 216 Dólares                 |
| 1966 | 227 Dólares                 |
| 1967 | 241 Dólares                 |
| 1968 | 253 Dólares                 |
| 1969 | 255 Dólares                 |

### Década de 1970
El PIB per cápita de Honduras a principios de los años 70 fue de 269 Dólares. A finales de la década (1979), Honduras llegó a los 639 Dólares, habiendo elevado en un 167,3% su PIB per cápita con respecto a 1970. 
| Año  | PIB per cápita en Dólar US$ |
| 1970 | 269 Dólares                 |
| 1971 | 264 Dólares                 |
| 1972 | 282 Dólares                 |
| 1973 | 312 Dólares                 |
| 1974 | 343 Dólares                 |
| 1975 | 362 Dólares                 |
| 1976 | 421 Dólares                 |
| 1977 | 505 Dólares                 |
| 1978 | 565 Dólares                 |
| 1979 | 639 Dólares                 |

### Década de 1980
El PIB per cápita de Honduras a principios de los años 80 fue de 965 Dólares. A finales de la década (1989), Honduras llegó a los 1.482 Dólares, habiendo elevado en un 53,5% su PIB per cápita con respecto a 1980.   
| Año  | PIB per cápita en Dólar US$ |
| 1980 | 965 Dólares                 |
| 1981 | 1.028 Dólares               |
| 1982 | 1.027 Dólares               |
| 1983 | 1.055 Dólares               |
| 1984 | 1.104 Dólares               |
| 1985 | 1.174 Dólares               |
| 1986 | 1.193 Dólares               |
| 1987 | 1.263 Dólares               |
| 1988 | 1.366 Dólares               |
| 1989 | 1.482 Dólares               |

### Década de 1990
El PIB per cápita de Honduras a principios de los años 90 fue de 850 Dólares. A finales de la década (1999), Honduras llegó a los 1.051 dólares, habiendo elevado en un 23,6% su PIB per cápita con respecto a 1990.   
| Año  | PIB per cápita en Dólares US$ |
| 1990 | 850 Dólares                   |
| 1991 | 832 Dólares                   |
| 1992 | 902 Dólares                   |
| 1993 | 901 Dólares                   |
| 1994 | 860 Dólares                   |
| 1995 | 968 Dólares                   |
| 1996 | 911 Dólares                   |
| 1997 | 980 Dólares                   |
| 1998 | 1.065 Dólares                 |
| 1999 | 1.051 Dólares                 |

### Década de 2000
El PIB per cápita de Honduras a principios de los años 2000 fue de 1.139 dólares. A finales de la década (2009), Honduras llegó a los 1.962 dólares, habiendo elevado en un 72,2% su PIB per cápita con respecto al año 2000.  
| Año  | PIB per cápita en Dólares US$ | PIB per cápita en Euros € |
| 2000 | 1.139 Dólares                 | 1.233 Euros               |
| 2001 | 1.189 Dólares                 | 1.327 Euros               |
| 2002 | 1.196 Dólares                 | 1.267 Euros               |
| 2003 | 1.228 Dólares                 | 1.086 Euros               |
| 2004 | 1.299 Dólares                 | 1.045 Euros               |
| 2005 | 1.406 Dólares                 | 1.128 Euros               |
| 2006 | 1.547 Dólares                 | 1.232 Euros               |
| 2007 | 1.721 Dólares                 | 1.255 Euros               |
| 2008 | 1.900 Dólares                 | 1.291 Euros               |
| 2009 | 1.962 Dólares                 | 1.409 Euros               |

### Década de 2010
El PIB per cápita de Honduras a principios de los años 10 fue de 2.096 Dólares. Hasta mediados de la década (2014), Honduras llegó a los 2.549  Dólares, habiendo elevado en un 21,6% con respecto a 2010.
| Año  | PIB per cápita en Dólares US$ | PIB per cápita en Euros € |
| 2010 | 2.096 Dólares                 | 1.580 Euros               |
| 2011 | 2.316 Dólares                 | 1.664 Euros               |
| 2012 | 2.393 Dólares                 | 1.862 Euros               |
| 2013 | 2.357 Dólares                 | 1.775 Euros               |
| 2014 | 2.451 Dólares                 | 1.844 Euros               |
| 2015 | 2.549 Dólares                 | 2.297 Euros               |
| 2016 |                               |                           |

## Principales industrias de Honduras

### Industria agrícola

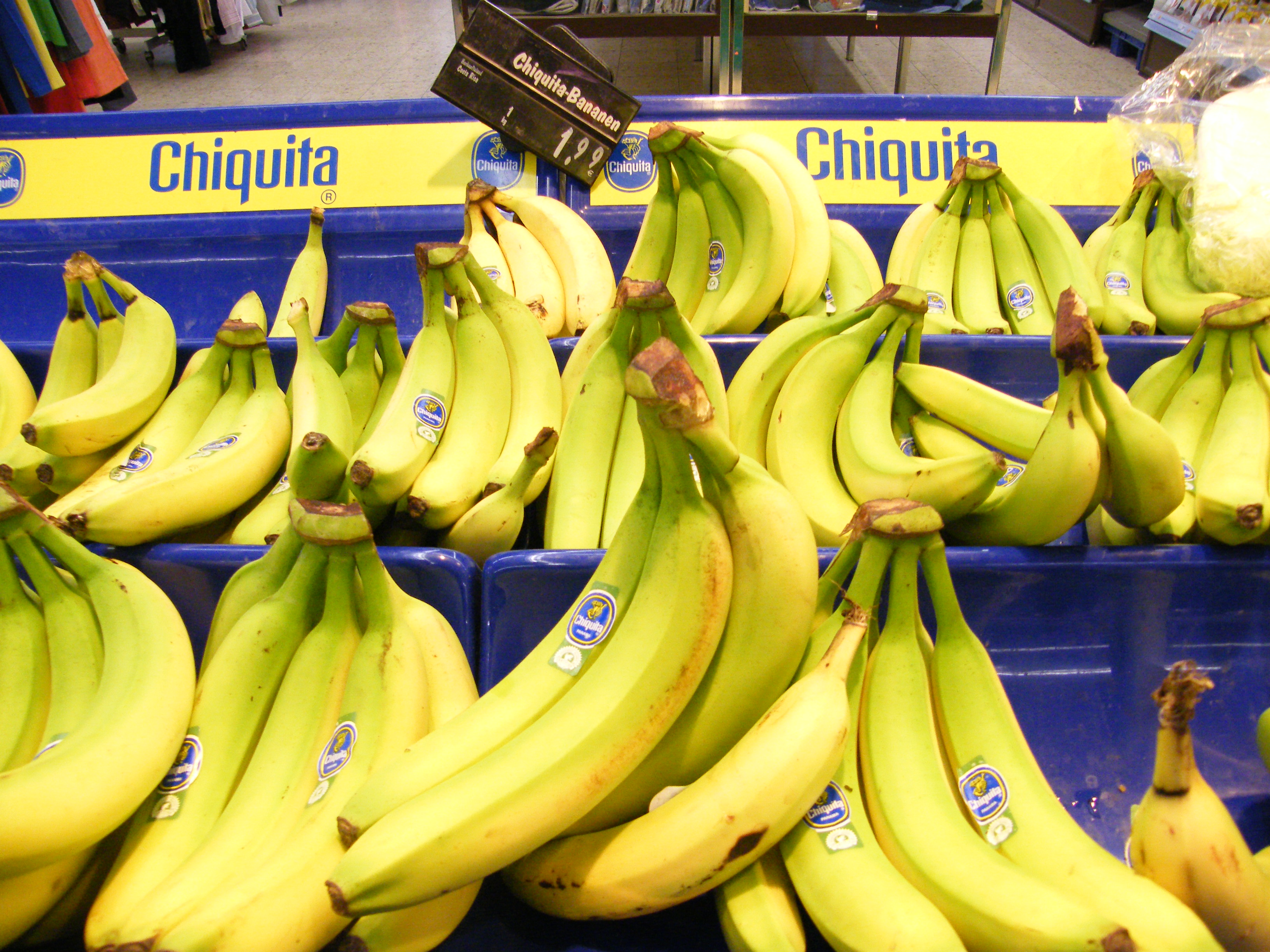
El banano es uno de los principales productos de exportación de Honduras.

Honduras es un país de tierras agrícolas y amplios recursos marinos, por lo que la agricultura y la acuicultura representan el principal sector económico de la nación. Cuenta con una extensión territorial aproximada de 112.492  km². En 2011 los productos agrícolas representaron el 54 % del valor de todos los productos exportados. En 2012 el café generó 1440 millones de dólares.
La agricultura continúa siendo el principal soporte de la economía hondureña. Los principales productos de exportación hondureños son el café, textiles, camarones, bananos, aceite de palma africana, oro, fruta y madera.
En 2018, Honduras produjo 5,5 millones de toneladas de caña de azúcar, 2,5 millones de toneladas de aceite de palma, 771 mil toneladas de plátano y 481 mil toneladas de café, siendo estos sus cultivos principales. Además, produjo 704 mil toneladas de maíz, 261 mil toneladas de naranja, 293 mil toneladas de melón, 127 mil toneladas de frijoles y 81 mil toneladas de piña, además de rendimientos menores de otros productos agrícolas como sandía, patata, tomate, repollo, pomelo, sorgo etc.

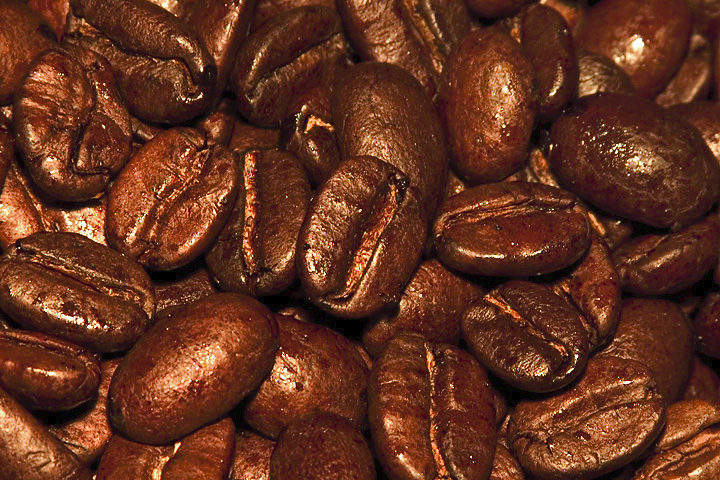
El café es uno de los soportes de la economía hondureña.

El territorio de Honduras tiene una extensión de 112,492 kilómetros cuadrados, que equivalen a un poco más de 11.2 millones de hectáreas, de las cuales 3,1 millones son superficie agrícola cultivable, con un alto potencial productivo en materia agrícola, contando con acceso al agua y vías de comunicación en los principales polos de desarrollo agrícola. Según Braulio Serna Hidalgo jefe de la Unidad Agrícola de la sede subregional de la CEPAL en México, "el sector agropecuario es el más importante generador de producción, ingresos, exportaciones y empleo de la economía hondureña, además de que aporta valiosos servicios ambientales." De acuerdo con el programa de inversiones del gobierno de Honduras, "los agronegocios y sus subsectores relacionados representan 40% del Producto Interno Bruto (PIB) de Honduras."
Según informes del gobierno de la república, "el clima tropical permite la producción agrícola todo el año, garantiza el cultivo de una serie de rubros que incluyen leche y derivados, pescado y camarones, una amplia variedad de frutas y vegetales, azúcar, cacao, café y banano. Además los bajos costos de la tierra, salarios competitivos, cercanía a 300 millones de consumidores en Estados Unidos" (su principal socio comercial) además de México y Canadá representan algunas ventajas para los inversores.
Sin embargo, "el sector recibe escaso apoyo estatal, crédito e inversiones, lo que restringe su desarrollo sostenido. Así, en los últimos años su crecimiento ha sido débil y volátil, con baja productividad y escasamente competitivo. Algunas actividades (melón, palma africana, avicultura, acuicultura, cana de azúcar y piña) muestran un fuerte dinamismo y en ellas se ha logrado cierta diversificación. El superávit comercial agropecuario ha declinado, a raíz del débil aumento de las exportaciones y la elevación considerable de las importaciones agroindustriales y de granos", asegura Serna Hidalgo.

#### Comportamiento agropecuario

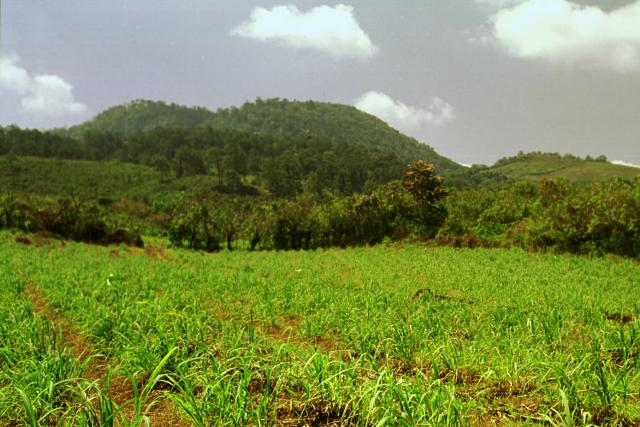
Cultivos cerca del Lago de Yojoa.

Los rubros de mayor peso en la conformación del PIB agropecuario son: a)café, b)cultivos de tuberculoso, hortalizas, legumbres y frutas, c) cría de ganado vacuno, d) granos básicos, e) banano, f)cultivos agroindustriales. Según la Secretaría de Agricultura (SAG), en las últimas décadas el producto Interno Bruto Agropecuario mostró un comportamiento volátil ante los choques internos y externos. Durante el periodo 2000-2010, el PIB creció a una tasa promedio anual de 3,7%. En 2009, el PIB agropecuario representó el 12,7 % del PIB total. En los siguientes años, el crecimiento del sector se vio favorecido por las mejoras en los procesos de siembra y recolección, el incremento de la productividad y la ampliación de las áreas cultivadas.
Durante el periodo 2006-2010, el PIB agropecuario creció un 18,6% acumulado, a una tasa promedio anual de 4,7%, superior al aumento obtenido en el quinquenio de 2000-2005 que fue de 10,8%, a una tasa de crecimiento anual del 2,7%. El comportamiento de la agricultura durante el periodo 2005-2009 fue errático. Entre el 2006 -2007 se registró un aumento pronunciado con respecto a los años 2004-2005, como resultado de las políticas de apoyo a producción a los pequeños y medianos agricultores combinado con el aumento en los precios de los productos agrícolas.
Sin embargo, las tormentas tropicales que afectaron el país en octubre del 2008 provocaron una contracción que generó una caída en la producción y en la exportación de banano y a su vez, desincentivo al gremio cafetalero a exportar debido a los bajos precios y menor demanda externa. En el 2008 se registró un crecimiento del 2,4% y en el 2009 tan solo registro un crecimiento del 0,3%.
Entre los productos no tradicionales, la actividad avícola mostró variaciones positivas de 3,4% en comparación al 2009. Esto debido a la demanda doméstica y a la apertura de las exportaciones de carne de pollo hacia Estados Unidos. Mientras tanto la producción de camarón cultivado reportó variaciones negativas por 14,2% en comparación a los incrementos de 40,4% registrados para el 2009.

### Industria eléctrica en Honduras
El sector eléctrico de Honduras es una industria estratégica para el desarrollo nacional ya que de este dependen todos los demás sectores y empresas en Honduras.
Honduras cuenta con una demanda de aproximadamente 1,400 megavatios cada hora, los cuales son cubiertos por la ENEE en un 40 % el resto es comprado a productores de energía en Honduras o en el extranjero. La capacidad instalada de Honduras es de 1,6 gigavatios. Se espera que con la finalización de la construcción de la represa El Portal del Infierno se acaben las limitantes del sector ya que produciría 600 megavatios de energía por hora. En 2014 se unió al Sistema de Interconexión Eléctrica de los Países de América Central.

### Industria Minera
Durante los últimos 5 años, las mineras estadounidenses han generado ingresos por valor de 9.920 millones de Lempiras (524 millones de USD) a costa del territorio hondureño. Únicamente pagaron 618,4 millones de Lempiras (32 millones de USD), esto solamente es el 16%. Por lo tanto la ganancia de estas mineras ha sido del 85% del total generado. En cambio estas mineras han dejado a Honduras gran deforestación, sequía y envenenamiento de los ríos, menos agua y menor potencial hidroeléctrico.
Las exportaciones mineras ascenderán a 293 millones de dólares en 2021. La ONG Fosdeh dijo en un reporte que "los proyectos de extracción de minerales e hidrocarburos están cambiando la geografía del país" : con las concesiones mineras en marcha, la superficie destinada a la extracción podría alcanzar el 5% del territorio nacional en los próximos años.

### Industria manufacturera
La industria manufacturera presentó una recuperación significativa en el 2010 con un aumento de 6,4% en contraste con 1,4% en el mismo periodo de 2009. El crecimiento en la actividad de este sector se debió al incremento en la industria de textiles y productos de otras industrias manufactureras e industrias de productos metálicos, a pesar de la reducción de la actividad de alimentos, bebidas y tabaco.
Según la Honduras American Chamber of Commerce el sector de industria es el que más atención está recibiendo a nivel de inversión local y extranjera. Con el creciente flujo de inversión dirigida hacia el país principalmente a la producción de textiles, este sector ha experimentado un rápido crecimiento (8,3% en 2010). generando considerables ingresos e impulsando el desarrollo económico del país. El éxito en el sector de textiles y la magnífica respuesta de condiciones favorables y mano de obra cualificada ha creado la oportunidad para que otros productos de manufactura más compleja sean introducidos en la industria hondureña, como pueden ser el ensamblaje de productos electrónicos, arneses de carro, sector construcción, entre otros.

### Industria forestal
La industria forestal en Honduras aportaba en 2002 el 3 % del producto interno bruto, favoreciendo la creación de 36 mil empleos directos y 24 mil empleos indirectos. Los principales productos generados por esta industria son, madera en trozos, madera aserrada, pulpa química, papel periódico, chapas y tableros, molduras de madera, madera elaborada, astillas, muebles, entre los más importantes.
En los 90, Honduras contaba con 5 millones de hectáreas de bosque, en el 2000 había deforestado 59 mil hectáreas o el 10 % de sus bosques, de ahí la importancia de desarrollar plantaciones forestales en lugar de deforestar los bosques para preservar su biodiversidad y fuentes de agua. Honduras cuenta con 25 mil hectáreas de plantaciones forestales con fines industriales, una de las más bajas de Centroamérica, Costa Rica cuenta con 180 mil hectáreas de plantaciones. En Honduras son 7 las empresas que abastecen el 45% del mercado interno y el 50% del mercado de externo.
El sector forestal presenta grandes logros en el ámbito económico y productivo, y esta en condiciones de efectuar un aporte estructural al desarrollo nacional, sobre la base de la utilización de las plantaciones forestales como principal recurso renovable. Actualmente existen en Honduras las condiciones necesarias para lograr un crecimiento sustentable de la producción, aprovechando el volumen potencial de madera que estará disponible cuando maduren las plantaciones forestales existentes.
Pero al correr de los años, el aporte que hace este sector al PIB del país ha tendido a ser decreciente y poco significativo. El aporte que ha generado dicho sector a la economía según Hernández, Velásquez y Villatoro (2014) ha rondado el 0,87% lo que refleja el poco aprovechamiento que se le ha dado al sector teniendo presente que aproximadamente el 60% del territorio es tierra forestal. Lo anterior se explica por situaciones que permiten que los bosques del país tiendan a ser sustituidos por otras actividades que resultan más rentables y generadoras de ingresos, como lo es la agricultura, sin tener un proceso de cambio de vocación que permita ser sostenible; dicha actividad ha presentado aportes de entre 12% y 15% (Banco mundial, 2014) durante los últimos 4 años.

### Industria financiera

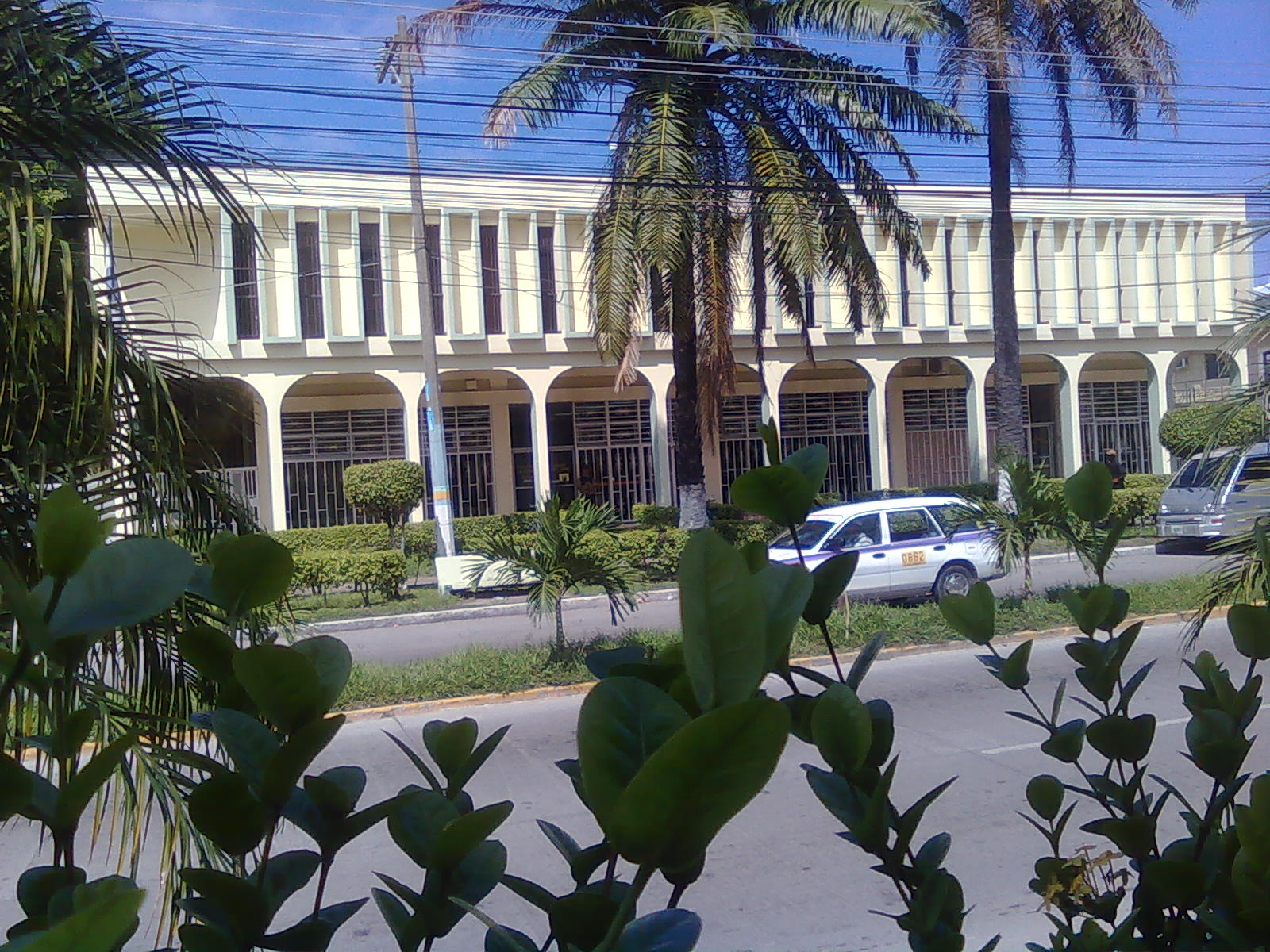
Edificio del Banco Central de Honduras en La Ceiba.

Debido a la imperiosa necesidad de regular la actividad bancaria del país, se dio en 1868, el primer proyecto para fundar el Banco Central de Honduras. A este infructuoso intento le siguió el de 1891 durante la administración presidencial de Ponciano Leiva. No fue hasta en 1889 que se funda el primer banco privado, el Banco Centro-Americano. 
En 1918, durante el período presidencial de Francisco Bertrand Barahona, se intentó fundar un banco de emisión, depósito y descuento, que se denominaría “Banco de la República de Honduras”, proyecto que no prosperó. No obstante, se declaró como moneda de curso legal la moneda de Estados Unidos de América, y se estableció como patrón el oro en sustitución del patrón plata vigente desde 1879. En 1913 se funda el Banco Atlántida (banco privado), fue el primer emisor de papel moneda del país.
El dólar fue la moneda oficial hasta 1926, cuando el gobierno del Doctor Miguel Paz Barahona, mediante el decreto N° 102 de fecha 3 de abril de 1926, adoptó el Lempira como moneda nacional, y se ratificó el tipo de cambio de dos Lempiras por un dólar estadounidense.
Finalmente, el 3 de febrero de 1950, mediante Decreto Legislativo n.º 53, nació el Banco Central de Honduras, que inició sus operaciones el primero de julio de ese mismo año, bajo la titularidad del Abogado Roberto Ramírez, en un acto de inauguración presidido por el Doctor Juan Manuel Gálvez, Presidente constitucional de la república.
La Ley de 1950 fue la base primordial para que el BCH se constituyera como pilar básico de la economía hondureña. Posteriormente, 46 años después, el 17 de diciembre de 1996, el Congreso Nacional, mediante Decreto n.º 228-96, aprobó un conjunto de reformas a la mencionada Ley para armonizar el quehacer de la institución con las condiciones y exigencias actuales de los mercados financieros."

El Banco Central de Honduras se rige por su Ley fundacional y por los reglamentos que dicte su Directorio, dirección colegiada con funciones estrictamente técnicas de banca central. Este órgano superior determina y dirige la política monetaria, crediticia y cambiaría del Estado."

#### Bancos de Honduras
Listado de Bancos que actualmente funcionan en el país:
| Entidad Bancaria                                       | Fundación               | Observaciones                                                                                        |
| ------------------------------------------------------ | ----------------------- | --- |
| Banco Davivienda                                       | 5 de diciembre de 2012  | Antes Banco HSBC, (Banco HSBC vendió en 2012 a Davivienda En funciones                               |
| Banco Atlántida                                        | 17 de diciembre de 1914 | En funciones                                                                                         |
| Banco Central de Honduras                              | 1 de julio de 1950      | En funciones                                                                                         |
| Banco Nacional de Fomento (BANAFOM)                    | 1950                    | Se convirtió en Banadesa.                                                                            |
| Banco de Occidente (Bancocci)                          | 1 de septiembre de 1951 | En funciones                                                                                         |
| Lloyds Bank PLC                                        | 13 de octubre de 1953   | El salvadoreño Banco Cuscatlán compró el londinense Llyods Bank en Honduras, tanto en Centroamérica. |
| Banco de los Trabajadores (BANTRAB)                    | 2 de mayo de 1967       | Adquirido nuevamente por Banco Cuscatlán.                                                            |
| Banco Continental (BANCON)                             | 1° de mayo de 1974      | Obligado por el Gobierno a Liquidarse                                                                |
| Banco Financiera Centroamericana, S.A. (BANCO FICENSA) | 23 de agosto de 1974    | En funciones                                                                                         |
| Banco Mercantil, S.A. (BAMER)                          | 14 de febrero de 1980   | Fusionado en 2008 con Banco Credomatic (BAC/BAMER)                                                   |
| Banco Hondureño del Café (BANHCAFE)                    | 4 de mayo de 1981       | En funciones                                                                                         |
| Banco del Ahorro Hondureño, S.A. (BGA)                 | 2000                    | Adquirido por HSBC Bank (Honduras)                                                                   |
| Banco HSBC                                             | 2007                    | Comprado por Davivienda                                                                              |
| Banco del País (BANPAÍS)                               | 9 de julio de 1992      | En funciones                                                                                         |
| Banco Procredit                                        | 14 de junio de 2007     | Ahora Banrural                                                                                       |
| Banco Ficohsa                                          | 18 de julio de 1994     | En funciones                                                                                         |
| Banco LAFISE                                           | 10 de enero de 2005     | En funciones                                                                                         |
| Banco de América Central Honduras                      | 18 de marzo de 1998     | En funciones                                                                                         |
| Grupo Promerica                                        | 10 de enero de 2001     | En funciones                                                                                         |
| Banco Popular, S.A.                                    | 6 de diciembre de 2010  | En funciones                                                                                         |
| City Bank de Honduras                                  | agosto de 2008          | Fusión de Banco Cuscatlán y Banco UNO.                                                               |

- Anexo: Bancos desaparecidos de Honduras

#### Tasa de cambio del Lempira
Durante los primeros 85 años del siglo pasado mantuvo una moneda estable a un tipo de cambio de entre 1 y 2 Lempiras por dólar, de los años 85 al año 2000 se devaluó hasta 15 Lempiras por dólar sin motivo alguno, del año 2000 al año 2009 se ha mantenido en un cambio de 18,9 Lempiras por dólar.
La devaluación de la moneda ha limitado el poder adquisitivo desde 1981 hasta 1997 en donde, aun habiendo aumentos de salarios, el poder adquisitivo disminuía siendo un beneficio exclusivo de los empresarios.

## Tratados de libre comercio de Honduras
Honduras ha firmado varios tratados comerciales con diferentes países, entre ellos el Tratado de Libre Comercio entre los Estados Unidos de América, Centro América y la República Dominicana y es miembro del Mercado Común Centroamericano (MCCA) y de la Organización Mundial del Comercio, entre otros.

### Tratados comerciales de Honduras
| N.º | Nombre del Tratado                                                                           | Fecha de Suscripción           | Número de Decreto y Fecha de Aprobación                                                             | Fecha de Vigencia       | Estado  | Tratado        |
| --- | -------------------------------------------------------------------------------------------- | ------------------------------ | --------------------------------------------------------------------------------------------------- | ----------------------- | ------- | -------------- |
| 1   | Miembro del Mercado Común Centroamericano (MCCA)                                             | 13 de diciembre de 1960        | -                                                                                                   | -                       | Vigente | Unión Aduanera |
| 2   | Miembros de la OMC                                                                           | 1 de enero de 1995             | -                                                                                                   | -                       | Vigente | Multilateral   |
| 3   | Tratado de Libre Comercio Centroamérica- República Dominicana                                | 16 de abril de 1998            | Decreto 153-2001 del 1 de diciembre de 2001                                                         | 19 de diciembre de 2001 | Vigente | Bilateral      |
| 4   | Tratado de Libre Comercio entre México y las Repúblicas de Honduras, El Salvador y Guatemala | 29 de junio de 2000            | Publicado en La Gaceta: n.º 29,443 del 31 de marzo de 2001 Decreto 7-2001 del 20 de febrero de 2001 | 1 de junio de 2001      | Vigente | Bilateral      |
| 5   | Tratado de Libre Comercio Centroamérica – Panamá                                             | 6 de febrero de 2002           | Gaceta N.º 31, 574 de fecha 4 de abril de 2008, Decreto N.º 7-2008 30 de enero de 2008              | 8 de enero de 2009      | Vigente | Bilateral      |
| 6   | Tratado de Libre Comercio República Dominicana, Centroamérica- Estados Unidos/ DR-CAFTA      | Agosto de 2004                 | Decreto n.º 10 -2005 del 3 de marzo de 2005                                                         | 1 de abril de 2006      | Vigente | Multilateral   |
| 7   | Tratado de Libre Comercio Centroamérica – Chile                                              | Tratado: 18 de octubre de 1999 | Tratado: Decreto N.º 189-2007, 10 de enero de 2008 Protocolo Bilateral: Decreto N.º 190– 2007       | 19 de julio de 2008     | Vigente | Bilateral      |
| 8   | Tratado de Libre Comercio Honduras, El Salvador y Taiwán                                     | 7 de mayo de 2007              | Decreto N.º 06- 2008 del 30 de enero de 2008                                                        | 15 de julio de 2008     | Vigente | Bilateral      |
| 9   | Tratado de Libre Comercio CA3 – Colombia                                                     | 9 de agosto de 2007            | Gaceta N.º 31, 586 de fecha 19 de abril de 2008, Decreto N.º 188-2007 de fecha 10 de enero de 2008  | 26 de marzo de 2010     | Vigente | Bilateral      |

Datos extraídos de FIDE 

#### Bolsa Hondureña de Valores
La Bolsa Hondureña de Valores se crea en 1990, es una organización privada que brinda las facilidades necesarias para que sus miembros introduzcan órdenes y realicen negociaciones de compra venta de valores. Fortalecen el mercado de capitales e impulsan el desarrollo económico y financiero. Canaliza el ahorro hacia la inversión, contribuyendo así al proceso de desarrollo económico.
En septiembre de 1993 inicia operaciones la Bolsa Centroamericana de Valores (BCV).
Los oferentes de capital (ahorradores e inversionistas) ofrecen capital a los demandantes de capital (empresas, organismos públicos o privados y otros entes). Los oferentes de capital ayudan al crecimiento de la empresa, beneficiando de un alza en las acciones. Son muy útiles para el apoyo de todas las empresas que requieren capital y para el desarrollo de las empresas tecnológicas. Los intermediarios entre demanantes y oferentes de capital son las casas de bolsa, las sociedades de corretaje y bolsa, el vendedor de títulos, las sociedades de valores y las agencias de valores y bolsa.
Hay dos tipos de mercado, el mercado primario que coloca nuevas emisiones de títulos en el mercado y el mercado secundario que se encarga de ofrecer liquidez a los vendedores de títulos.

### Industria turística

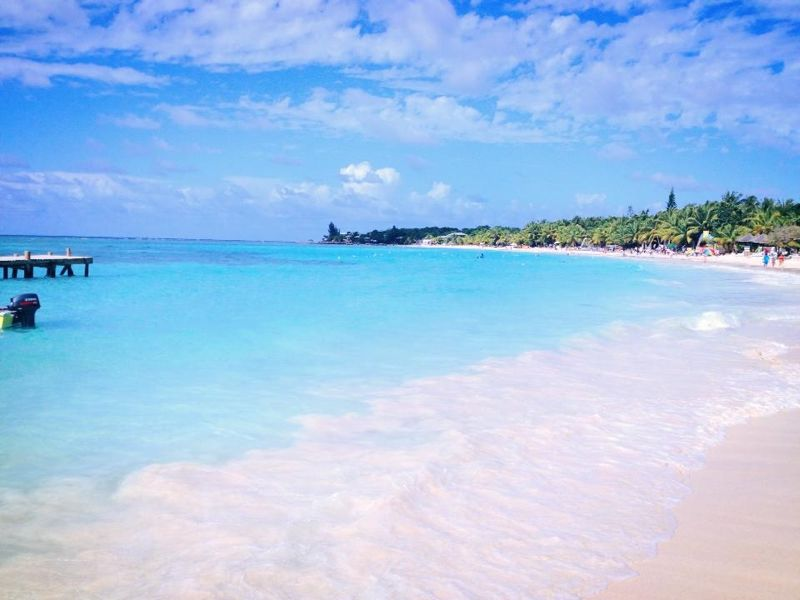
Playa Westbay en Roatán.

Honduras cuenta con una gran variedad cultural y de paisajes naturales lo que la hace un excelente punto de atracción para turistas, tanto costeras en donde cuenta con numerosas playas naturales de arena blanca y de arena oscura, arrecifes de coral, una abundante flora y fauna, así como bellezas arqueológicas, además toda su cultura expresada en sus costumbres y gastronomías típicas.
Honduras es visitada por visitantes de todo el planeta por varios motivos, entre ellos, la visita de sus bosques, islas y playas. Las mejoras de las rutas de transporte en Honduras ha facilitado la visita de turistas mediante cruceros, aviones o por carretera, siendo sus principales motores el turismo ecológico, el turismo cultural y el turismo arqueológico. Su amplia variedad cultural le permite ofrecer una gran variedad de platos por lo que también es uno de sus puntos de atracción el Turismo gastronómico.
Honduras es un lugar ideal para hacer turismo ecológico, cuenta con muchos bosques, playas, arrecifes de coral y una gran diversidad de zonas protegidas ideales para hacer turismo, se estima que en Honduras existen; unas 8000 especies de plantas, alrededor de 250 de reptiles y anfibios, más de 700 especies de aves y 110 especies de mamíferos, distribuidos en las diferentes regiones ecológicas de Honduras.
El turismo arqueológico es otro de los puntos de atracción, existe un marcado interés de la comunidad internacional por lugares arqueológicos como la ciudad de Copán, que fue construida y habitada en un periodo donde la cultura maya tuvo su mayor expresión literal, gobernada por una dinastía de 16 reyes, los mayas de Copán construyeron muchos templos, altares y estelas en alto y bajo relieve, además cuenta con el parque de pelota, es uno de los sitios más visitados por turistas en Honduras.
En cuanto al turismo cultural destacan las visitas a los Museos de Honduras al Teatro Nacional Manuel Bonilla y a las distintos lugares donde habitan los diferentes grupos étnicos de Honduras, también son de interés el Archivo Nacional de Honduras y la Biblioteca Nacional de Honduras.

## Puntos de interés

### Reservas internacionales
Honduras cuenta con US$ 3.019 millones de dólares en reservas internacionales. Las reservas internacionales son depósitos de moneda extranjera controlados por los Bancos Centrales y otras autoridades monetarias. Estos activos se componen de diversas monedas de reserva, especialmente de euros y dólares, y en menor medida de yenes, libras esterlinas y francos suizos. Estos activos se usan para dar apoyo a los pasivos, por ejemplo, a la moneda local emitida, o a las reservas depositadas por los bancos privados, por el gobierno o por instituciones financieras. Adicionalmente existen otros tipos de activos, especialmente los formados por las reservas de oro.

### Remesas familiares y emigración

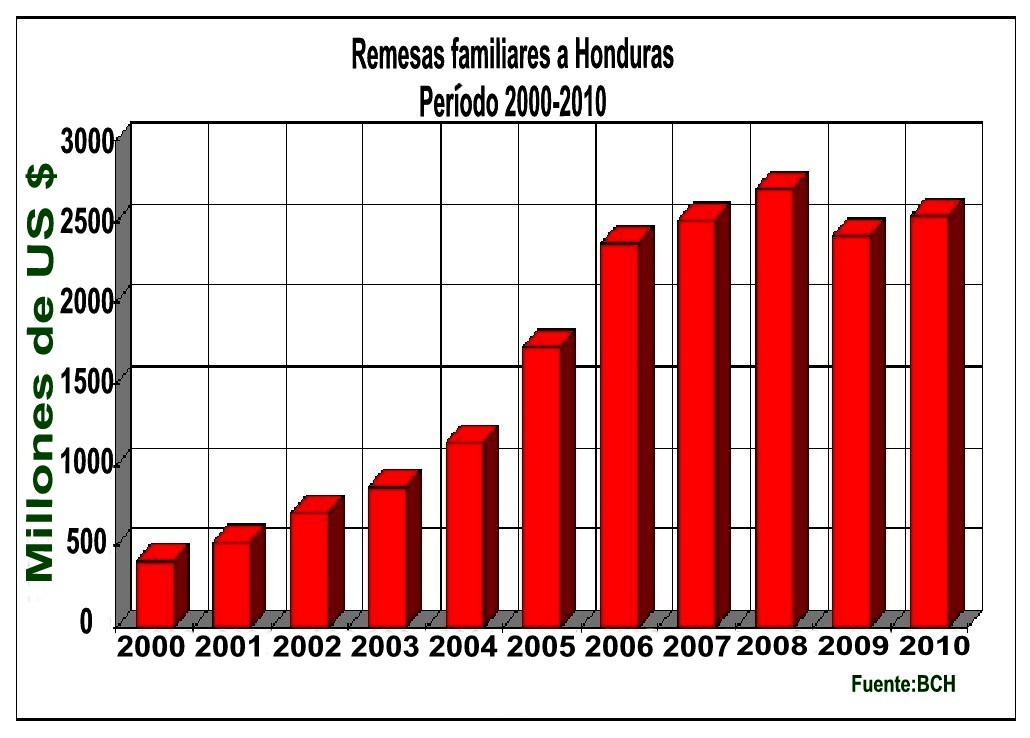
Remesas a Honduras en la última década.

La emigración en Honduras en un fenómeno reciente que se aceleró desde 1998, con el paso por el país del huracán Mitch. Los bajos ingresos por habitantes, unido a la escasez de puestos de trabajo, el subempleo y la precariedad de los mismos son las causas principales de la emigración hondureña. Según el Instituto Nacional de Estadísticas de Honduras (INE), Estados Unidos es el principal destino de los hondureños con 91,4%, seguido por México, España, y Centroamérica (2007).
En 1998 año en que el huracán Mitch azotó a Honduras, se recibieron en US$ 220 millones por remesas familiares, que se multiplicaron por diez en términos nominales hasta alcanzar un monto de US$ 2.359 millones en 2006. En el 2010 las remesas repuntaron hasta 2.529 millones, después de una breve caída en el 2009.
Este crecimiento ha puesto a Honduras entre los mayores receptores de remesas en el mundo y especialmente en Latinoamérica.
A pesar de la crisis de la economía mundial el flujo de remesas a Latinoamérica se mantiene estable. Según el banco mundial las remesas alcanzaron US$ 58.000 millones, con México a la cabeza de receptores (22.600 millones USD). Países como Brasil, Guatemala recibieron 4.300 millones, y más atrás de estos se encuentran Colombia y El Salvador. Junto a estos países, Honduras se colocó en los últimos años entre los diez principales receptores de remesas familiares en la región.
Las remesas se han convertido así en una de las principales fuentes de divisas del país, al haber superado en 2002 los ingresos por servicios de transformación de bienes (maquila). En 1999 las remesas sobrepasaron los ingresos por la exportación de banano y en el 2001 al café. Desde el punto de vista macroeconómico, las remesas, representaron un 7,5% del PIB en 2001, el 12,8% en el 2004, un 20,8 en el 2007 y el 19% en el 2010.

### Competitividad
| Indicador                               | Valor                                              | Posición en el mundo                                               | Incremento |
| producto interior bruto (nominal)       | 14.317.853.700 $ Fuente: Banco Mundial (2009)      | Países más ricos del mundo por PIB Puesto 101.º                    | 5.956.096.000 $ en 2000 Fuente: Ficha de Honduras en Banco Mundial |
| Superficie                              | 112,492 km² Fuente: Banco Mundial (2008)           | Países más extensos del mundo Puesto 102.º                         | N/A |
| Población                               | 8 045 990 personas Fuente: INE 2010                | Países más poblados del mundo Puesto 93.º                          | 6 195 604 personas en 2000 Fuente: Banco Mundial |
| Emisiones de CO2                        | 1,20 toneladas Fuente: Banco Mundial (2007)        | Países con mayores emisiones de CO2 Puesto 122.º                   | 0,811 toneladas en 2000 Fuente: Banco Mundial |
| Renta per cápita                        | 1918 $ Fuente: Banco Mundial (2009)                | Países con mayor Renta Per Cápita Puesto 124.º                     | 7.470 $ en 2000 Fuente: Banco Mundial |
| Tasa de natalidad                       | 3,20 personas Fuente: Banco Mundial (2008)         | Países con mayor natalidad (niños por mujer) Fuente: Banco Mundial | Fuente: Banco Mundial |
| % usuarios Internet                     | 9,80 % Fuente: Banco Mundial (2008)                | Países con mayor tasa de usuarios de Internet Puesto 130.º         | 1,21 % en 2000 Fuente: Banco Mundial |
| Promedio de días para crear una empresa | 14 días Fuente: Banco Mundial (2009)               | Países más rápidos para montar una empresa Puesto 59.º             | 20 días en 2008 Fuente: Banco Mundial |
| Consumo de energía por habitante        | 632 kilogramos Fuente: Banco Mundial (2008)        | Países con mayor consumo de energía por habitante Puesto 101.º     | 486.15 kilogramos en 2000 Fuente: Ficha de Honduras en Banco Mundial |
| Terreno dedicado a la agricultura       | 28,50% Fuente: Banco Mundial (2007)                | Países con más terreno dedicado a la agricultura Puesto 134.º      | 26,23 % en 2000 Fuente: Banco Mundial (2008) |
| Potencia eléctrica consumida            | 632,0 kilovatios-hora Fuente: Banco Mundial (2007) | Países con más potencia eléctrica consumida Puesto 56.º            | 519,4 kilovatios-hora en 2000 Fuente: Banco Mundial |
| Superficie forestal                     | 51.920 km² Fuente: Banco Mundial (2007)            | Países con mayor superficie forestal Puesto 69.º                   | 73.850 km² en 1990 Fuente: Banco Mundial Pero con el paso de los años, el aporte que hace este sector al PIB del país ha tendido a ser decreciente y poco significativo. El aporte que ha generado dicho sector a la economía según Hernández, Velásquez y Villatoro (2014) ha rondado el 0,87%, lo que refleja el poco aprovechamiento que se le ha dado al sector teniendo presente que aproximadamente el 60% del territorio es tierra forestal. Lo anterior se explica por situaciones que permiten que los bosques del país tiendan a ser sustituidos por otras actividades que resultan más rentables y generadoras de ingresos como lo es la agricultura sin tener un proceso de cambio de vocación que permita ser sostenible; dicha actividad ha presentado aportes de entre 12% y 15% (Banco mundial, 2014) durante los últimos 4 años. http://www.iies-unah.org/ceat2014/archivos/75.pdf Archivado el 29 de noviembre de 2014 en Wayback Machine. |
| Carreteras pavimentadas                 | 20% " (2001)                                       | Países con más carreteras pavimentadas Puesto 126º                 | 20 % en 1996 Fuente: Banco Mundial |
| Índice de Competitividad Global         | 3,9 Fuente: Foro Económico Mundial (2011)          | Países más competitivos Puesto 91.º                                | 3,6 unidades en 2007 Fuente: Foro Económico Mundial" |

### Salario Mínimo
Desde octubre de 2014 el gobierno de Honduras decretó un aumento del salario mínimo que cubre el costo de la canasta básica que es de 6 474,60 Lempiras. Aun así el salario de una empleada doméstica o un conserje en Costa Rica es más alto, 326 $[cita requerida] al mes (6 163 Lps), y un contador en Costa Rica gana muchísimo más 529 US[cita requerida] $ al mes (10 mil Lps), el doble de lo que se gana en el resto de países centroamericanos[cita requerida], sin incluir a Panamá. Está más detallado en la siguiente tabla:
Tabla del salario mínimo en Centro América
| País        | Salario por hora         | Salario diario         | Salario Mensual              |
| ----------- | ------------------------ | ---------------------- | ---------------------------- |
| Panamá      | 1,01 Balboas =1 US $     | 1,01 Balboas = 1 US $  | 416 Balboas = 416 us $       |
| Honduras    | 37,75 Lps                | 302 Lps                | 6.651 Lps = 349,69 US $      |
| Costa Rica  | 802 Colones              | 6.437 Colones          | 192.345 Colones = 325 US $   |
| El Salvador | 0,80 US $                | 6,41 US $              | $196,15 US $                 |
| Guatemala   | 5,94 Quetzales           | 47,5 Quetzales         | 1.425 Quetzales =190,76 US $ |
| Nicaragua   | 7,5 Córdobas (0,39 US $) | 62 Córdobas (3,1 US $) | 1.801 =91,48 US $            |

## Presupuesto General de Ingresos y Egresos
En noviembre de 2014 se aprobó el Presupuesto General de Ingresos y Egresos del país, que es de 183,635 millones 280 mil Lempiras (9 mil millones de dólares estadounidenses), de los cuales 179,681 millones están destinados al Poder Ejecutivo, 1,864 millones son destinados para el Poder Judicial y 2,089 millones son para el Poder Legislativo.

## Inmigración en Honduras
La inmigración en Honduras ha contribuido al crecimiento de la población y cambio cultural en gran parte de la historia de Honduras. En términos generales Honduras permite la entrada de personas de cualquier país con las que tenga relaciones diplomáticas. La inmigración y la naturalización nunca han estado limitadas por motivos de sexo, raza o religión. La migración en Honduras es abierta y de fácil acceso, de bajo costo y sin complicaciones.
La inmigración ha traído a Honduras inyección de capitales extranjeros, creación de empresas y puestos de trabajo e intercambios culturales, además de mejorar las relaciones con estos países.
Durante el siglo XV se dio la colonización española, de esta forma comenzaron a llegar europeos al país. En el año 2013 el censo oficial de los extranjeros nacionalizados hondureños fue de 29.000 personas, de los cuales 23.577 eran de países del continente americano, 2.939 de países de Europa, 56 de países de África, 19 de países de Oceanía y 2.603 provenientes de Asia, de los cuales 1.415 son chinos.